# ياسر سالم علي
ياسر سالم علي (مواليد 5 ديسمبر 1977) هو لاعب كرة قدم إماراتي دولي سابق كان يلعب كمهاجم. مثّل منتخب الإمارات العربية المتحدة لكرة القدم في كأس العالم 2002 وكأس القارات 1997.
لعب مع نادي الوحدة ومثل نادي بني ياس في نهاية مشواره الكروي .

## روابط خارجية
- ياسر سالم علي على موقع الاتحاد الدولي (مؤرشف)  (الإنجليزية)
- ياسر سالم علي على موقع قاعدة بيانات كرة القدم.إي يو (الإنجليزية)
- ياسر سالم علي على موقع ناشيونال فوتبول تيمز (الإنجليزية)
- ياسر سالم علي على موقع Soccerway.com (الإنجليزية)
- ياسر سالم علي على موقع عالم كرة القدم.نت (الإنجليزية)